# Hosahalli, Koppal
Hosahalli là một làng thuộc tehsil Koppal, huyện Koppal, bang Karnataka, Ấn Độ.